# Empoasca punjabensis
Empoasca punjabensis är en insektsart som beskrevs av Singh-pruthi 1940. Empoasca punjabensis ingår i släktet Empoasca och familjen dvärgstritar. Utöver nominatformen finns också underarten E. p. turanica.